# تساقط الرماد (فلم)
تساقط الرماد (بالكورية: 백두산) هو فيلم كوارث كوري جنوبي من بطولة لي بيونغ هون،ما دونغ سوك،تشون هاي-جين وسوزي.تم عرض الفيلم في كوريا الجنوبية في ديسمبر 2019.

## روابط خارجية
- مقالات تستعمل روابط فنية بلا صلة مع ويكي بيانات